# Up Up and Away (videogioco)
Up Up and Away è un videogioco d'azione al comando di una mongolfiera, pubblicato nel 1983 per i computer Atari 8-bit dalla Starcade Software e nel 1985 per Commodore 64 dalla Argus Press Software.

## Modalità di gioco
Il giocatore guida la mongolfiera sopra un paesaggio di campagna visto di profilo, con scorrimento orizzontale continuo verso destra. La mongolfiera si può muovere in tutte le direzioni con il joystick. Il carburante del bruciatore è limitato e si consuma costantemente, ma più velocemente quando la mongolfiera si muove verso l'alto. Con il pulsante di fuoco si possono scaricare sacchetti di zavorra, disponibili in quantità limitata, che hanno l'effetto di sollevare un po' la mongolfiera senza consumo di carburante. Le zavorre sganciate fanno anche da proiettili, con traiettorie curve nello stile delle bombe di Scramble, per colpire alcuni bersagli.
Si deve evitare il contatto con molti ostacoli, altrimenti si perde immediatamente una vita: il profilo irregolare del terreno, alberi e costruzioni sparse, il bordo superiore del cielo, nuvole che a volte emettono anche fulmini, pietre lanciate in aria da ragazzini dispettosi, aquiloni, uccelli (che nella versione Atari lasciano anche cadere bisognini), piccoli aeroplani. Nelle vicinanze dei mulini a vento, ai livelli più avanzati, si generano anche correnti che spingono la mongolfiera in su o in giù.
Periodicamente si incontrano piattaforme dove la mongolfiera deve necessariamente atterrare, evitando di urtare le strutture ai lati, per ricaricare il carburante e le zavorre.
In caso di esaurimento del carburante la mongolfiera inizia a scendere gradualmente e non si può più muovere verso l'alto, ma può continuare a muoversi nelle altre direzioni e a sganciare le zavorre per risalire, per cui può essere ancora possibile riuscire a raggiungere la successiva piattaforma prima di finire a terra.
Il punteggio viene accumulato costantemente volando, inoltre sul terreno si trovano spesso dei bersagli con la lettera "P" che valgono punti extra se vengono colpiti con una zavorra. Anche i ragazzini che lanciano pietre si possono mettere fuori combattimento con un colpo preciso di zavorra. Altri bonus di punteggio si ottengono quando si atterra sulle piattaforme, in proporzione a carburante e zavorre risparmiati.
Ci sono cinque livelli di difficoltà crescente e si può scegliere da quale cominciare, poi durante il tragitto si passa dall'uno all'altro senza interruzioni.

## Colonna sonora
Il tema musicale principale della versione Commodore 64 venne realizzato da Rob Hubbard ed è basato non ufficialmente sulla canzone Up, Up and Away di Jimmy Webb. In entrambe le versioni, quando si passa vicino ai mulini a vento si sente un breve brano tratto dalla canzone per bambini A Windmill in Old Amsterdam.

## Pubblicazione
Inizialmente Up Up and Away venne pubblicato per Atari 8-bit dall'etichetta Pulsar Software, che poco dopo fu costretta a cambiare nome per motivi di copyright e divenne Starcade Software. Si tratta di un'editrice di Liverpool il cui unico altro titolo noto è il successivo Savage Pond.
La conversione per Commodore 64 era prevista nel 1984, ma non venne pubblicata; tuttavia nel 1985 circa uscì un'edizione della Argus Press Software, oggi poco nota, esistente perlomeno in versione spagnola. La versione Commodore 64 è presente anche all'interno della raccolta 30 Games del 1986, sempre della Argus Press.
La versione Atari venne ripubblicata dalla Bug-Byte nel 1987 con il titolo di copertina Up Up & Away.